# 오마르 토리요스

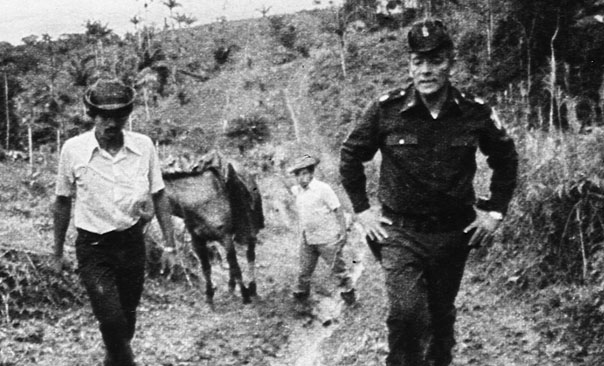

오마르 토리요스(스페인어: Omar Torrijos)는 파나마의 군인이다. 1968년 당시 대통령이었던 아르눌포 아리아스를 몰아내고 집권했으며, 1981년 미국의 지원을 받은 것으로 추정된 비행기 사고로 사망할 때까지 재직했다. 흔히 대통령으로 알려져 있으나, 이는 잘못이며, 실제로는 혁명최고지도자(Líder Máximo de la Revolución Panameña)였다. 아들 마르틴 토리요스는 2004년부터 2009년까지 대통령으로 재직했다.
- 오마르 관련 기사. 해당 기사에서는 오마르를 '대통령'이라고 했다

| 전임 아르눌포 아리아스 (대통령) | 파나마 최고 지도자 1968년 10월 11일 ~ 1981년 7월 31일 | 후임 마누엘 노리에가 |

| 전임 - | 파나마의 군 총사령관 1968년 10월 11일 ~ 1981년 7월 31일 | 후임 플로렌시오 플로레스 아길라 |

## 같이 보기
- 토쿠멘 국제공항